# Per Cronvall
Per Axel Cronvall, född 26 maj 1873 i Linköping, död 28 februari 1963 i Stockholm, var en svensk jurist.

## Biografi
Per Cronvall var son till seminarieadjunkten fil. dr Axel Julius Alexander Cronvall (född 1839) och Emilia Maria Charlotta von Krusenstjerna (född 1843). Han avlade mogenhetsexamen vid Linköpings högre allmänna läroverk 1891, blev filosofie kandidat vid Uppsala universitet 1892 och juris utriusque kandidat 1898. Det följde flera befattningar som jurist vid bland annat Svea hovrätt 1898, överståthållarämbetet 1902 och som notarie där 1908–1918. Han var sekreterare i riksdagens andra kammare 1909–1937. Cronvall var suppleant i centrala skiljenämnden för vissa arbetstvister 1920 och där ordinarie ledamot och vice ordförande 1922. Andra uppdrag var ledamot av överstyrelsen för Stockholms stads brandförsäkringskontor 1913 och allmänt ombud hos Stockholms stadshypoteksförening 1910 samt hos Skandinaviska kreditaktiebolaget 1920.

### Privatliv
Cronvall var sedan 1903 gift med Elsa Helena Waller (1880–1972). Paret hade tre barn; Axel Torsten (född 1905), Margit Helena (född 1910) och Lars Per (född 1915). Familjen bodde efter 1912 i fastigheten Piplärkan 13 vid Uggelviksgatan 5 i Stockholm. Byggnaden, en av Lärkstadens stadsvillor, byggde han tillsammans med husets arkitekt Ivar Engström. Han är begraven på Norra begravningsplatsen där han gravsattes 29 april 1963 i hustruns familjegrav.